# Église Saint-Pierre de Festieux
L'église Saint-Pierre de Festieux est une église située à Festieux, en France.

## Localisation
L'église est située sur la commune de Festieux, dans le département de l'Aisne.